# Воробьёв, Виктор Евгеньевич
Виктор Евгеньевич Воробьёв (8 мая 1929, Шереховичи, Ленинградская область — 29 мая 2001, Коломна, Московская область) — советский и российский конструктор вооружений.

## Биография
Окончил Ленинградский военно-механический институт (1955).
С 1955 по 2001 года занимал должности: инженера-конструктора, затем старшего инженера-конструктора,  после руководитель группы, заместитель начальника отдела и начальник отдела непосредственно, начальник самого КБ, далее начальник тематического отделения, заместитель главного конструктора — начальник тематического отделения и главный специалист КБ машиностроения, г. Коломна.
Участник разработки, испытаний и внедрения в производство переносных зенитных ракетных комплексов семейств «Стрела» и «Игла».
Автор 35 изобретений.

## Награды
Лауреат Государственной премии СССР (1969).
Награждён орденами «Знак Почёта» (1966), Трудового Красного Знамени (1974), Ленина (1977), медалями «За доблестный труд. В ознаменование 100-летия со дня рождения Владимира Ильича Ленина» (1970), «Ветеран труда».